# Sádky (Holany)
Sádky jsou osada, součást městysu Holany v okrese Česká Lípa. Vznikla za dob Vartenberků v 16. století. Tvoří ji, dnes bývalý hostinec (dříve nazýván Krenke) a také již neexistující mlýn (původně Michlův mlýn, Haltermühle, nebo také Kaffemühle), chovné sádky a malý rodinný dům na menším vršku v Sádkách.

## Hostinec Krenke
Dříve byl hostinec údajně jedna veliká místnost, ve které žila rodina majitelů. Míval stálé osazenstvo. Prodávalo se zde pivo v lahvích a domácí produkty, např. chléb se sádlem apod. 
Dnes slouží jako rekreační chata. V zadní části zahrady se nachází dva sklepy, které sloužili jako skladiště potravin.

## Michlův mlýn
První písemná zmínka o mlýně pochází z roku 1750, je ale možné, že byl postaven spolu se sádkami již v 16. stol. a mlel až do roku 1945. Mlýn dokázal během 24 hodin namlít až 1,5 tuny mouky. 
Podle protokolu o stavu mlýna z roku 1933 vyplývá, že vodní kolo mělo průměr 5,94 metru, obsahuje 72 lopatek a radiální hloubka činí 0,54 metru, je uloženo ve zděné komoře o velikosti 7,85 × 2,6 metru, maximální polykavost je 80sl, průměrná 35sl. Maximální výkon činí 4 koňské síly a průměrný 2 koňské síly, účinnost je 65 %. Odpad vody je zčásti zaklenut, nadále otevřený a má délku 400 metrů. Přívod vody je dlouhý 978,7 metru (dnes je odkloněn a teče přímo do sádek, kde napájí hlavní rybník). Dále mlýn obsahoval válcovou stolici, francouzskou stolici, šrotovací stroj, loupací stroj, válec na prach, čisticí stroj na kroupy a 4 zdviže.
Nedaleko mlýna je v pahorku vybudován třípatrový sklep.
Po roce 1945 začal mlýn chátrat a nikdo se v něm nezabydlel. Teprve až v letech 1978 až 1980 proběhla přestavba, pozůstatky mlýna byly odklizeny a na jejich místě byla postavena rekreační chata, dnes již s trvalým obydlením.

## Sádky
Sádky vznikly v 16. století.
V 18. století byly v sádkách 3 domy a 12 malých rybníčků. Za první republiky zde bylo do čtverce 9 sádek a 3 malé rybníčky, které k nim patří. Dnes již svoji funkci sádky nevykonávají, ryby v ní však stále jsou.
Areál je obklopen kamennou zdí. 